# کارخانه موتور ارتش استرتفورد

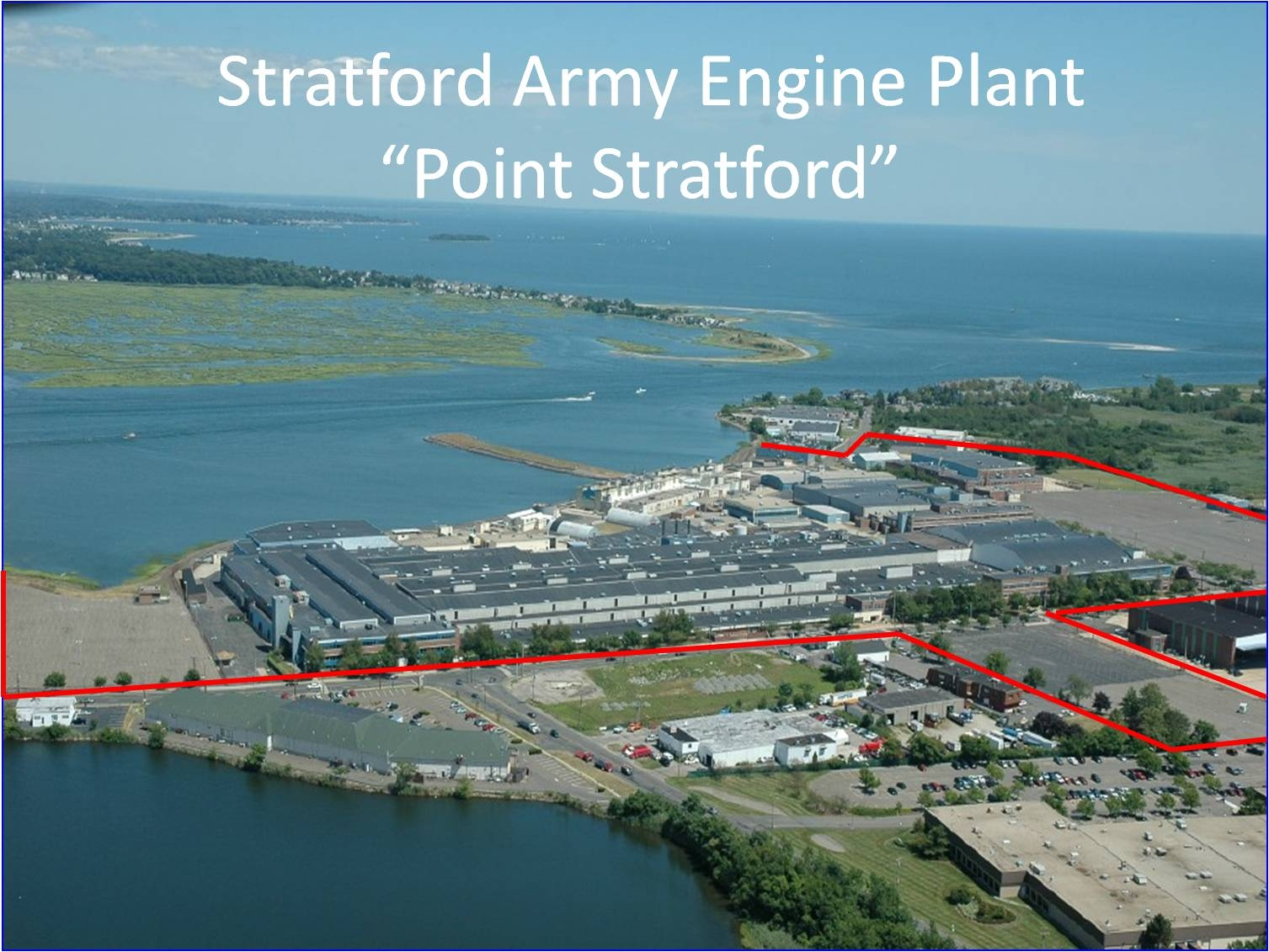
کارخانهٔ موتور ارتش استرتفورد

کارخانهٔ موتور ارتش استراتفورد (به انگلیسی: Stratford Army Engine Plant) (SAEP) یک مرکز نصب و ساخت فرماندهی تانک-خودرو و تسلیحات ارتش ایالات متحده بود که در استراتفورد، کنکتیکت واقع شده بود، جایی که در امتداد رودخانه هوساتونیک و خیابان اصلی، روبروی فرودگاه سیکورسکی مموریال قرار داشت.

## تاریخ

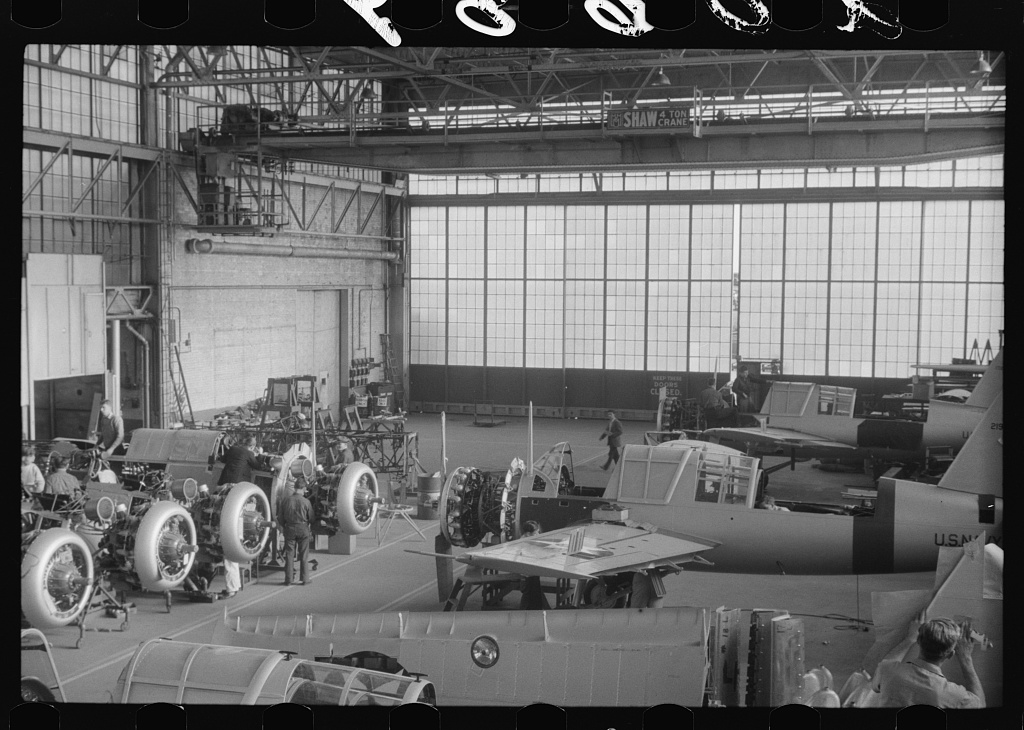
تولید (OS2U) را در سال ۱۹۴۰ انجام داد.

قبل از سال ۱۹۲۷، دارایی (SAEP) زمین کشاورزی بود. این کارخانه در ابتدا در سال ۱۹۲۹ به عنوان تاسیسات تولیدی سیکورسکی ساخته شد. ۱۲۴ جریب فرنگی (۵۰ هکتار) زمینی به مساحت ۱۲۴ هکتار (۵۰ هکتار) را اشغال می‌کرد و شامل ۴۹ ساختمان صنعتی و گذرگاهی خاکی بود که در عمق ۸۰۰ فوتی (۲۴۰ متری) در زمین‌های گلی رودخانه هوساتونیک ساخته شد تا امکان دسترسی هواپیماهای دریایی فراهم شود. سیکورسکی اس-۳۹ ،سیکورسکی اس-۴۰ ،سیکورسکی اس-۴۱، سیکورسکی اس-۴۲ و سیکورسکی اس-۴۳ در این کارخانه ساخته شدند که دارای یک رمپ هواپیمای دریایی برای پرتاب هواپیما به رودخانه هاوستونیک بود.